# Mazzarino
Mazzarino est une commune italienne de la province de Caltanissetta dans la région Sicile en Italie.

## Histoire
Le Monte Bubbonia est occupé dès le VIIIe siècle par les Sicules. Au VIe siècle av. J.-C., une enceinte de 5 km de long protège le sommet et la cité d'un sanctuaire décoré d’antéfixes à têtes de Gorgone. Il s'agirait de l'antique Omphacé, d’où les fondateurs de Gela, Antiphémos et Entimos rapportent une statue réalisée par Dédale ou l'antique Maktorion cité par Hérodote.

## Personnalité
- Giuseppe Artale (1628-1679), poète.

## Administration
| Période                                  | Période | Identité | Étiquette | Qualité |
| ---------------------------------------- | ------- | -------- | --------- | ------- |
|                                          |         |          |           |         |
| Les données manquantes sont à compléter. |         |          |           |         |

### Communes limitrophes
Barrafranca, Butera, Caltagirone, Caltanissetta, Gela, Niscemi, Piazza Armerina, Pietraperzia, Ravanusa, Riesi, San Cono, San Michele di Ganzaria, Sommatino